# 括土
括土（羅馬化：Kouartos）是聖經《羅馬書》中提到的一位早期基督徒。
根据教会传统，他被称为贝里图司的括土 ，被列为七十门徒之一。此外，他是贝鲁特的主教，并为信仰受苦。他使许多人皈依了基督教信仰。他的瞻礼是11月10日。

## 描述
括土出生于雅典城，是雅典富有且博学的贵族之一。他相信主基督并事奉他。他在五旬节那天接受了保惠师的恩典，在许多国家传讲福音。他进入马格尼斯城并在那里传道。城里的人都相信了；他为他们施洗并教导他们诫命。然后他回到雅典，也在那里传教，但他们用石头砸死他并严厉折磨他。最后他们把他扔进火里。因此，他获得了殉道者的桂冠。

## 圣经记载
那接待我，也接待全教会的该犹问你们安。城内管银库的以拉都和兄弟括土问你们安。——罗马书16章23-24节